# Grupo Pegasso
Grupo Pegasso es un grupo musical de cumbia a la que se le atribuye la creación del estilo cumbia romántica, también llegaron a interpretar canciones en otros géneros como grupero y balada romántica.

## Historia
El Grupo Pegasso se formó en 1979 en la ciudad de Cerralvo, en el estado de Nuevo León en México, siendo sus fundadores Federico “el Pollo” Estevan (guitarrista y director musical de la banda) luego de que abandonar su anterior banda, Renacimiento 74, Juan Antonio Espinoza (1.ª voz), Héctor Olavarrieta (teclados), Félix Íñiguez (percusión), José Santos Rdz (bajo eléctrico) y Jorge Puig (batería). Una vez que el grupo se integró formalmente grabaron su primer disco llamado "Paloma". Sin embargo, antes de siquiera lanzar este disco, el grupo quedó desintegrado casi en su totalidad ya que casi todos los miembros se separaron, quedando solos el Pollo Estevan y José Santos. Estevan regresa a Cerralvo buscando un momento de paz, donde distintos músicos se unen a su grupo, siendo estos Emilio Reyna (vocalista), Mario Garza (teclados) y Miguel Ángel Quiroz (percusiones) quienes habían formado la banda Los Nadadores. Víctor Camacho un baterista de Tampico, Tamaulipas se unió a ellos. Con estos nuevos miembros de la banda, Federico lanza el mismo álbum anterior grabado pero ahora con la voz de los nuevos cantantes. Luego del disco, la banda comienza a tocar en vivo, y es tal su aceptación y popularidad que vienen a Estados Unidos para iniciar su primera gira, la cual los lleva a Dallas, Texas.
El segundo álbum de Pegasso, llamado Se Tambalea (Como su canción homónima), fue lanzado en 1982 en México y Estados Unidos. 
El tercer álbum de Pegasso, Él No Te Quiere (Como su canción homónima) fue lanzado en 1983. En ese momento, Garza y Camacho se habían ido y fueron reemplazados por los nuevos miembros Marco Vinicio (batería) y Reynaldo Flores (sintetizadores). Para 1985, la banda se había convertido en algo más grande de lo que jamás imaginaron y esta “sed de fama” dio origen a diferencias creativas entre los miembros, para resolver estos problemas, los miembros principales de la banda, Emilio Reyna, Miguel Quiroz, Federico Estevan, José Santos, y Roberto Benavidez, quien en ese momento era su representante/promotor, se convierten en socios iguales. Federico, al ser considerado el dueño de la banda, se quedaba con el 50% de las ganancias totales, mientras que el resto de los miembros de la banda tuvieron que dividirse entre ellos el otro 50%. Los miembros de la banda deciden convocar una reunión de la banda con Federico y, en una mayoría de votos, deciden expulsarlo de la banda después de que se negó a negociar con ellos para recibir el mismo salario entre todos los miembros de la banda. Estevan se enfrentó a la tarea de conseguir nuevos miembros para la banda que siguieran tocando como Pegasso, llegando a traer a Juan Antonio Espinoza como cantante principal una vez más. Otro gran problema en la banda fue que Emilio Reyna siguió utilizando el nombre de “Pegasso”, perteneciente al pollo Estevan quien lo demandó por la autoría del nombre. La batalla legal duró unos 10 años y Estevan finalmente ganó.
En 1984, el 4.º álbum «amor vendido» fue la primera portada del álbum con Reynaldo flores y Marco Vinicio. Aunque se unieron durante la producción del 3er álbum «El No Te Quiere»; Ayudaron a terminar de grabarlo, pero no lo hicieron en la portada del álbum.
En 1985, después de lanzar el álbum Como una estrella («Like a star»), la banda se separó, dejando a Federico Estevan en solitario. Pegasso continuó usando el sonido original que lo comenzó todo: el Hammond B200 y el Hammond B300 , que se utilizaron para grabar todos los álbumes que la banda lanzó. Además, agregaron al estilo pop «Pegasso» la música pop, como sus éxitos: «La Duda», «El Talismán», «De Vacaciones», «Y tu como si nada». «(Y no te gusta nada) y» Siete Primaveras «(Seven Springs). Pegasso introdujo los sonidos «Ensonique Mirage», «Miame Brass» / HI-SLIDE y violines naturales Combinado con hermosos pianos eléctricos en el fondo y dio a algunas de sus canciones un verdadero sentimiento de orquesta. También interpretaron el rock ligero clásico como «Esa vez llore» y «El ultimo beso». Estos dos estilos inspiraron a otras bandas a seguir los pasos de Pegaso, tales como: Liberación, Toppaz, Temerarios y muchos otros. El vocalista original, Juan Antonio Espinoza, había regresado una vez más como vocalista principal del Grupo Pegasso en 1986 por elección de Federico Estevan. Juan Antonio es fuerte y melódico, de tono alto, vibrato. mientras canta, establezca un estándar y haga la distinción de la voz simple pero suave de Emilio Reyna, mientras está de pie apenas haciendo sonar el acorde vocal con un cigarro en una mano y el otro en la otra. un lado de la cabeza con un dedo en la oreja para intentar golpear mejor el tono.
Por orden de un tribunal mexicano, Emilio Reyna cambió el nombre de su banda y decidió llamarla "El Pega Pega de Emilio Reyna", en referencia al eslogan de la banda "el pega pega pegassoooo". Cabe destacar que el cambio de nombre solo se aplicó en la América Mexicana por lo que en los EE. UU. todavía usa legalmente el nombre de Pegasso para el cual Reyna se ha hecho un nombre para sí mismo y la banda a nivel internacional, ganando numerosos elogios, por altas ventas de discos en los EE. UU., México y varios países de América Latina.
La estructura musical en esta banda no cambió mucho desde sus orígenes. Una de las diferencias de estilo de Grupo Pegasso es la Hammond B200 y B300 (sonidos de órgano, piano, violines), en oposición a la Technics SX-C600 utilizada por El Pega Pega. Para sus arreglos de piano eléctrico en sus canciones, Pegasso usó originalmente el piano Hammond y comenzó a usar el Yamaha DX7 para piano en 1988, que se convirtió en un sintetizador muy popular con muchas bandas en todo el mundo. Pega Pega de Emilio Reyna comenzó a usar el modelo de órgano Technics SX-C600 (muestras de los órganos originales de Hammond) y le dio adorno de los arreglos de órgano y piano en las canciones y agregó más al optimismo.
En 1987, cuando Reynaldo Flores (El Organista) tuvo disputas de dinero con Roberto Benavidez. Decidió dejar el Grupo Pegasso De Emilio Reyna para formar su ahora muy famoso grupo llamado Grupo Toppaz De Reynaldo Flores actualmente clasificado # 3 en el Género de Música Pegassera justo debajo de El Pega Pega y Pegasso Del Pollo. Desde la partida de Reynaldo, dejó un puesto vacante para un tecladista en la banda de Emilio Pega Pega. Luego surgió la integración del talentoso tecladista Oscar Mata, que se considera que le dio al Kurzweil K1000 el toque final y definitivo de este estilo musical. En su cuarto álbum, Adolescente y Bonita («Adolescente y bella») grabado en 1989, introdujo el «coro increíble» en los arreglos musicales de este estilo y también usé un Yamaha DX-7 para los sonidos de cuerdas, dando una sensación de gospel a las canciones. Estos sintetizadores se convirtieron en una parte fundamental de este estilo musical para esta banda en particular. Más tarde, eliminaron el sintetizador DX-7 y usaron otros sonidos de cuerdas.
Emilio Reyna, con Pega Pega, también editó nuevas producciones musicales: «No llores mi niña» (Do Not Cry My Girl, 2007), «Me haces falta» (I Miss You, 2009) y «Cosas del Amor» (Things de amor, 2009) que se considera el mejor ejemplo de la nueva era de Cumbia Pegassera.

## Estilo musical
Los arreglos de Pegasso presentaban melodías de órgano en las escalas de modo jónico. Las melodías del órgano Hammond B200 se tocaron en combinación con la melodía del piano en el estilo montuno. Las escalas fundamentales de blues, así como la tríada aumentada, los acordes de quinta aumentada y séptima dominante. Pegasso también realizó la técnica única de "repiqueteo" (repiqueteo de las teclas) del estilo, que se puede encontrar en algunas improvisaciones de música de jazz y salsa.

## Discografía
- Lindo Amor (1979) (originalmente con Discos Del Rey)
- Lindo Amor (Paloma, Los Dos Amantes, etc) (1980-1981) (primer album con Discos Pegasso/Discos Remo)
- Se Tambalea (1982)
- Él No Te Quiere (1983)
- Amor Vendido (1984)
- Como Una Estrella (1985) (ultimo album con integrantes originales antes de la separación)
- Andariego (1986) (primer album con Emilio Reyna en su grupo y como director)
- Mirada De Amor (1986) (primer album con D’MY y primer album con el Pollo Estevan con su otro grupo)
- Amor Fingido (1987)
- La Duda (1987)
- Enamorado (1988) (ultimo album con Discos Pegasso)
- Adolescente Y Bonita (1988) (primer album con MCM en Mexico y ultimo album con Discos Remo en EE. UU.)
- Reflexiona (1988) (ultimo album con D’MY)
- Nueva Vida (1989) (unico album con Saturno Recordings)
- Muchas Razones (1989) (primer regreso con D’MY)
- A La Luna (1989)
- Rompiendo El Hielo (1990) (ultimo album definitivo con D’MY)
- Cuando Yo Te Conoci (1990)
- Mitades (1991) (ultimo album con MCM)
- El Pollo No Falla (1991) (unico album con Discos Fresa)
- Dejando Huellas (1992) (primer regreso con Discos Pegasso)
- Cristalino Y Brillante (1993)
- Esta Vez (1993) (primer album con AFG Sigma Records)
- 15 Aniversario (1994) (ultimo album definitivo con Discos Pegasso)
- Cosas Del Amor (1996) (primer album como El Pega Pega de Emilio Reyna en Mexico y primer album con J.E. Records)
- Si Existen Copias Es Que Hay Un Original…! (1996) (primer album definitivo como Grupo Pegasso en Mexico y primer album como Disa)
- 12 Super Éxitos (1996) (ultimo album con AFG Sigma Records)
- Reencuentro (1997)
- Rompiendo El Silencio (1997)
- Un Poco De Tiempo (1998) (ultimo album con J.E. Records)
- 15 Éxitos (1998)
- Soy El Mismo (1998)
- Como Duele (1999) (primer album con Geo Records)
- 12 Remembranzas (1999)
- 12 Remembranzas Vol. 2 (1999)
- Mi Angel (2000)
- 12 Remembranzas Vol. 3 (2000)
- Tiempo De Amar (2000)
- Recordando Al Super Estrella (2001)
- Niña (2002)
- Enamorado Estoy (2003)
- 15 Inolvidables Vol. 1 (2003)
- XXIV (2004)
- En Vivo (2004) (ultimo album con Disa)
- 15 Inolvidables Vol. 2 (2005) (ultimo album como Grupo Pegasso de Emilio Reyna en EE. UU. y ultimo album con Geo Records)
- Autenticamente (2005) (unico album con Bena Records)
- 30 Aniversario (2009)
- 40 Aniversario de Historia Musical (2019)
- Conociendo El Amor (2021)
- Soy Como Soy (2023)
- Yo Quería (2023)
- Inevitable (2024)

## El Gran Golpe
En 1988 el gerente Roberto Benavidez y Miguel A. Quiroz dejaron Pegasso, ya que Benavidez tuvo un accidente fatal en el área de San Antonio.
Ese mismo año, Juan Antonio Espinoza deja al grupo de Federico Estevan al aceptar una oferta de DMY Records para terminar un disco que quedó pendiente. Juan Espinoza formó otro Pegasso y terminó el disco titulado Muchas Razones.
Las dos bandas continuaron teniendo el estilo fundamental, pero cada una lo llevó a un nivel separado formando su propio estilo. El ritmo siguió siendo vivo y bailable al compás. El estilo ha mantenido su ritmo sincopado en el bajo eléctrico contra el hi-hat de la batería. Los instrumentos típicos de la cumbia como lo son las congas, el cencerro, el güiro y los tambores, , entre otros han permanecido en ambos grupos aunque cabe destacar la introducción de la batería eléctrica Simmons SDS8 que ha sido fundamentales en este estilo musical.
Federico "El Pollo" Estevan ha estado de gira en México y Estados Unidos. En el 30 aniversario de su Grupo Pegasso conmemoró este aniversario con el lanzamiento de un álbum que contiene temas recién lanzados con el éxito "Con tu adiós", "Dos Tequilas", y “Siempre te amaré”, un cover traducido del éxito “Till There Was You" de The Beatles.